# Sirályfélék

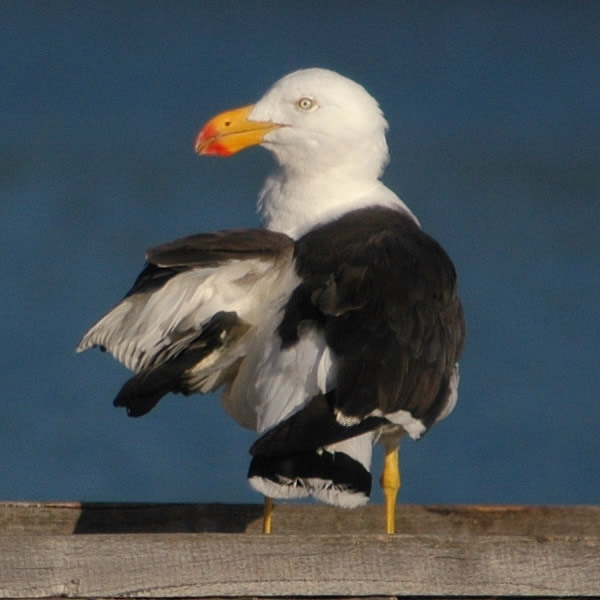
Bukó sirály (Larus pacificus)

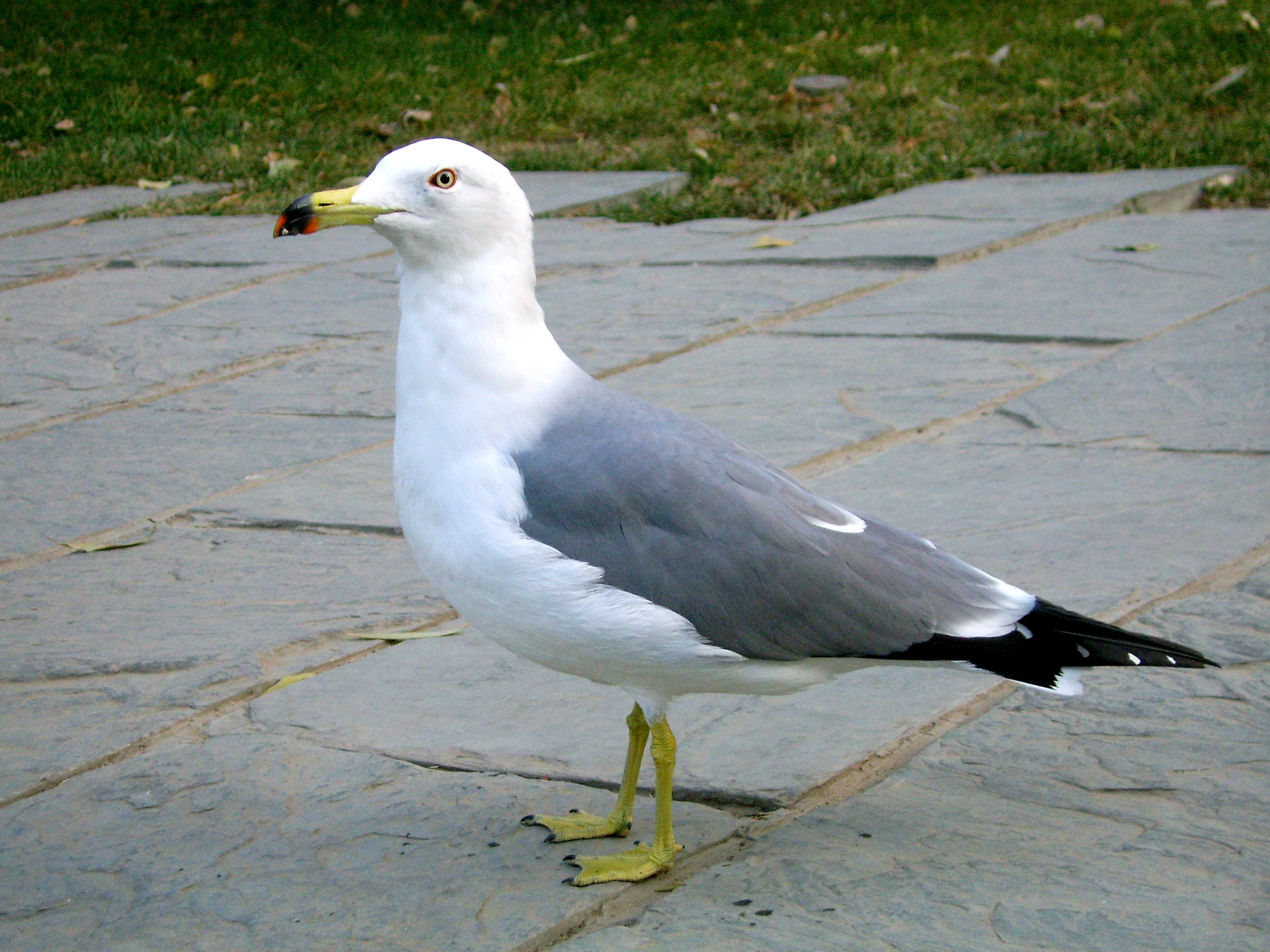
Feketefarkú sirály (Larus crassirostris)

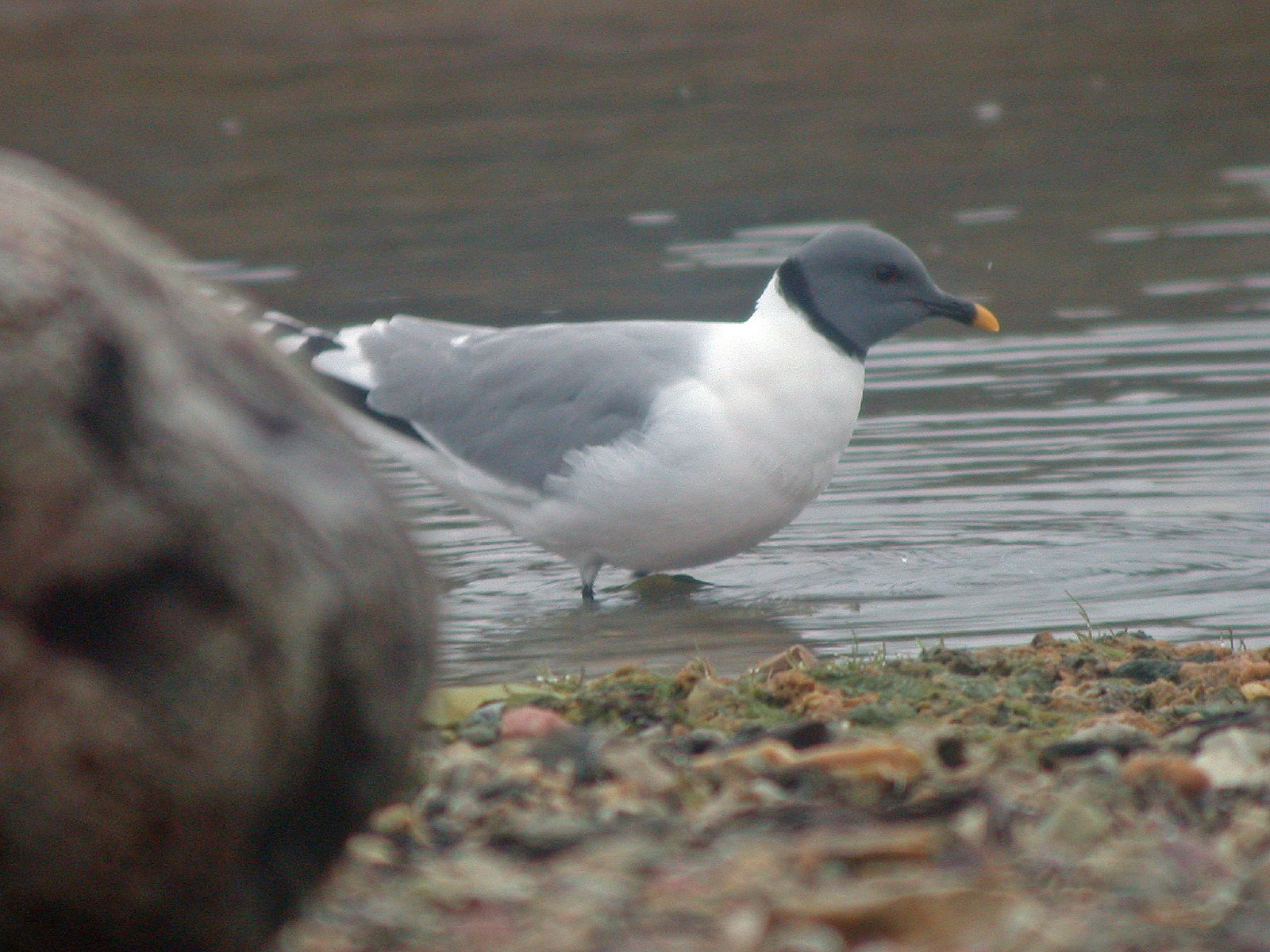
Fecskesirály (Xema sabini)

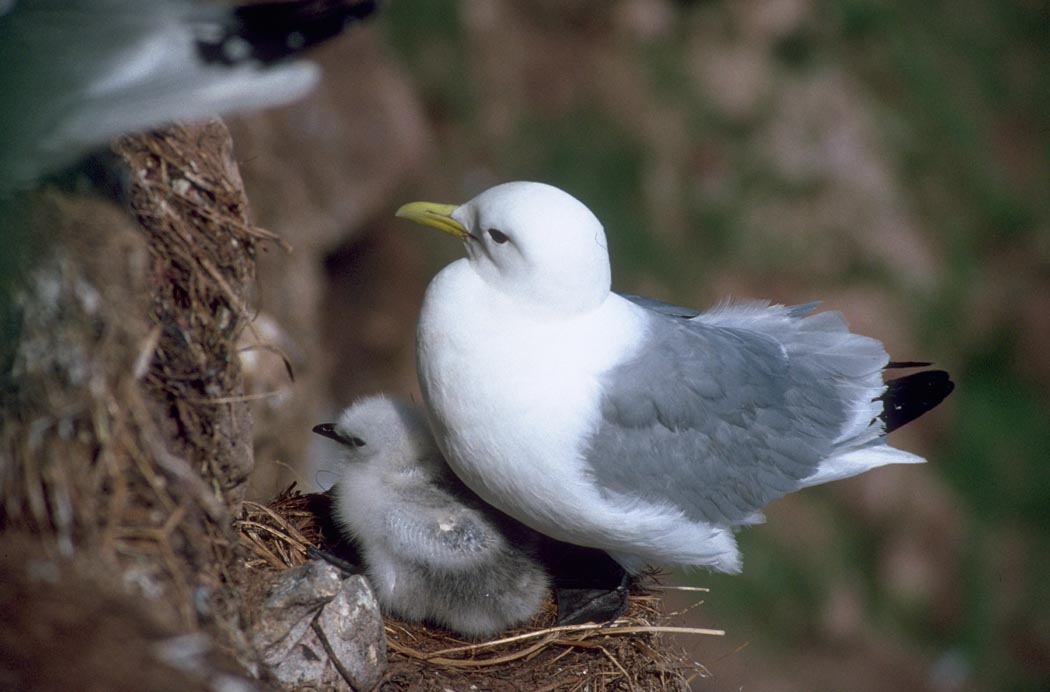
Háromujjú csüllő (Rissa tridactyla)

A sirályfélék (Laridae) a madarak osztályának lilealakúak (Charadriiformes) rendjébe tartozó család. Korábban a csérféléket is ide sorolták. 6 nem és 51 faj tartozik a családba.

## Rendszerezésük
A sirályfélék családjában nemrégen lezajlott genetikai alapú vizsgálatok némileg átrendezték a hagyományosan megszokott képet.
A családba sorolt fajokat korábban szinte kivétel nélkül a Larus nembe sorolták.
Később bizonyos morfológiai és élettani tulajdonságok miatt néhány fajt leválasztottak a nemből és különálló nemeket hoztak létre számukra (Pagophila, Rhodostethia, Xema, Creagrus és Rissa).
A család zömét azonban továbbra is a Larus nembe sorolták, melyet több alnemre bontottak fel.
A Larus nem volt korábban a sirályfélék legnagyobb neme, melybe 45 fajt soroltak.
Az újabb vizsgálatok kiderítették, hogy a nem úgy polifiletikus, így több apróbb nemre bontották.
Valamennyi új nem korábban a Larus nem alnemeként volt használatban.
Nem minden rendszer vette át az új felosztást, így elég gyakran lehet továbbra is találkozni a sok fajt magában foglaló Larus nemmel. Valamennyi faj szinonim neveként elfogadható a régebben használt név is.
Az új besorolás szerint a családba a következő nemek és fajok tartoznak:
- Creagrus  (Bonaparte, 1854) – 1 faj
  - fecskefarkú sirály (Creagrus furcatus)

- Rissa  (Stephens, 1826) – 2 faj
  - háromujjú csüllő (Rissa tridactyla)
  - rövidujjú csüllő (Rissa brevirostris)

- Pagophila  (Kaup, 1829) – 1 faj
  - hósirály (Pagophila eburnea)

- Xema  (Leach, 1819) – 1 faj
  - fecskesirály (Xema sabini) vagy (Larus sabini)

- Chroicocephalus (Eyton, 1836) – 11 faj
  - ausztrál sirály (Chroicocephalus novaehollandiae)
  - vöröscsőrű sirály (Chroicocephalus scopulinus)
  - Hartlaub-sirály (Chroicocephalus hartlaubii)
  - barnadolmányú sirály (Chroicocephalus maculipennis)
  - szürkefejű sirály (Chroicocephalus cirrocephalus)
  - andoki sirály (Chroicocephalus serranus)
  - maori sirály (Chroicocephalus bulleri)
  - barnafejű sirály (Chroicocephalus brunnicephalus)
  - dankasirály (Chroicocephalus ridibundus)
  - vékonycsőrű sirály (Chroicocephalus genei)
  - Bonaparte-sirály (Chroicocephalus philadelphia)

- Saundersilarus – 1 faj
  - Saunders-sirály (Saundersilarus saundersi)

- Hydrocoloeus – 1 faj
  - kis sirály (Hydrocoloeus minutus)

- Rhodostethia  (MacGillivray, 1842) – 1 faj
  - rózsás sirály (Rhodostethia rosea)

- Leucophaeus (Bruch, 1853) – 5 faj
  - Leucophaeus scoresbii
  - sivatagi sirály (Leucophaeus modestus)
  - kacagó sirály (Leucophaeus atricilla)
  - prérisirály más néven Franklin-sirály  (Leucophaeus pipixcan)
  - lávasirály (Leucophaeus fuliginosus)

- Ichthyaetus (Kaup 1829) – 6 faj
  - szerecsensirály (Ichthyaetus melanocephalus)
  - korallsirály (Ichthyaetus audouinii)
  - mongol sirály (Ichthyaetus relictus)
  - pápaszemes sirály (Ichthyaetus leucophthalmus)
  - halászsirály (Ichthyaetus ichthyaetus)
  - füstös sirály (Ichthyaetus hemprichi)

- Larus Linnaeus, 1758 – 25 faj
  - bukó sirály
  - Larus belcheri
  - argentin sirály
  - feketefarkú sirály
  - Heermann-sirály (Larus heermanni)
  - viharsirály (Larus canus)
  - gyűrűscsőrű sirály (Larus delawarensis)
  - nyugati sirály (Larus occidentalis)
  - Larus livens
  - dolmányos sirály (Larus marinus)
  - ezüstsirály (Larus argentatus)
  - örmény sirály (Larus armenicus)
  - sztyeppi sirály (Larus cachinnans)
  - sárgalábú sirály (Larus michahellis)
  - déli sirály (Larus dominicanus)
  - heringsirály (Larus fuscus)
  - Heuglin-sirály (Larus heuglini)
  - kaliforniai sirály (Larus californicus)
  - amerikai ezüstsirály (Larus smithsonianus)
  - bering-tengeri sirály (Larus glaucescens)
  - jeges sirály (Larus hyperboreus)
  - Theyer-sirály (Larus thayeri)
  - sarki sirály (Larus glaucoides)
  - Larus schistisagus
  - kelet-szibériai heringsirály (Larus vegae)

## Képek

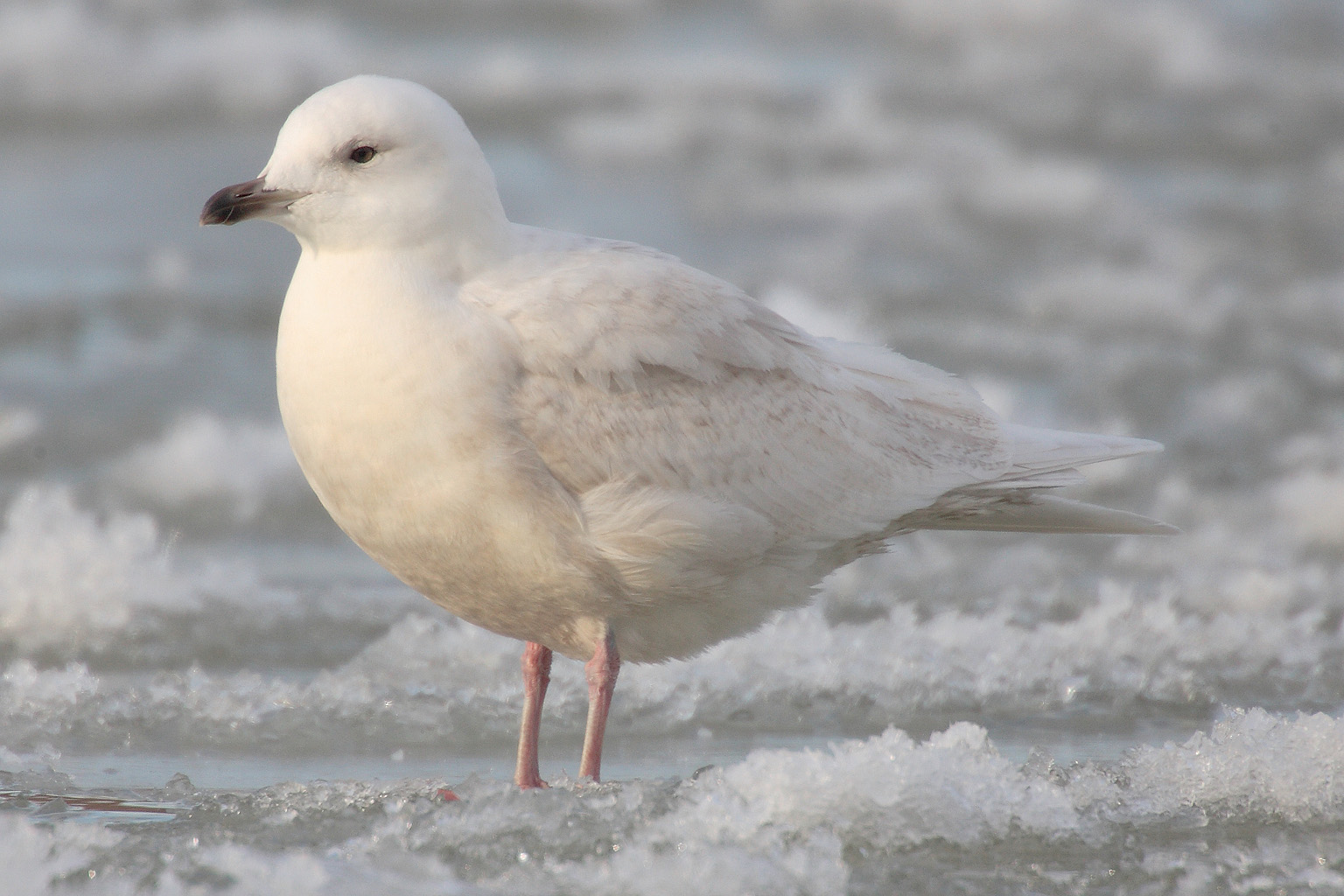
Sarki sirály (Larus glaucoides)
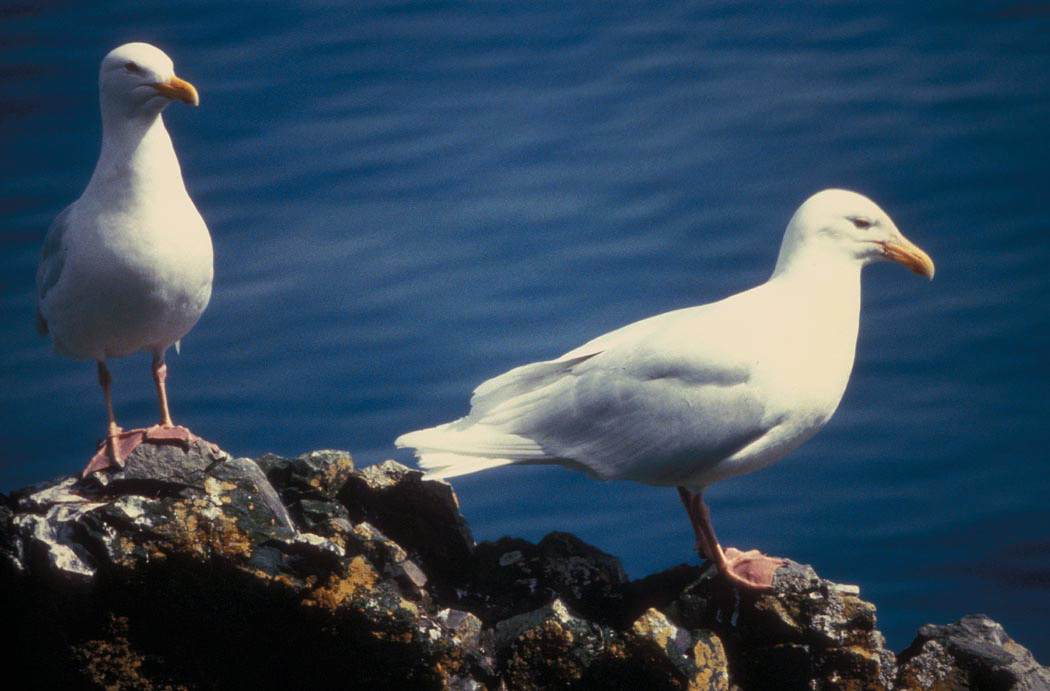
Jeges sirály (Larus hyperboreus)
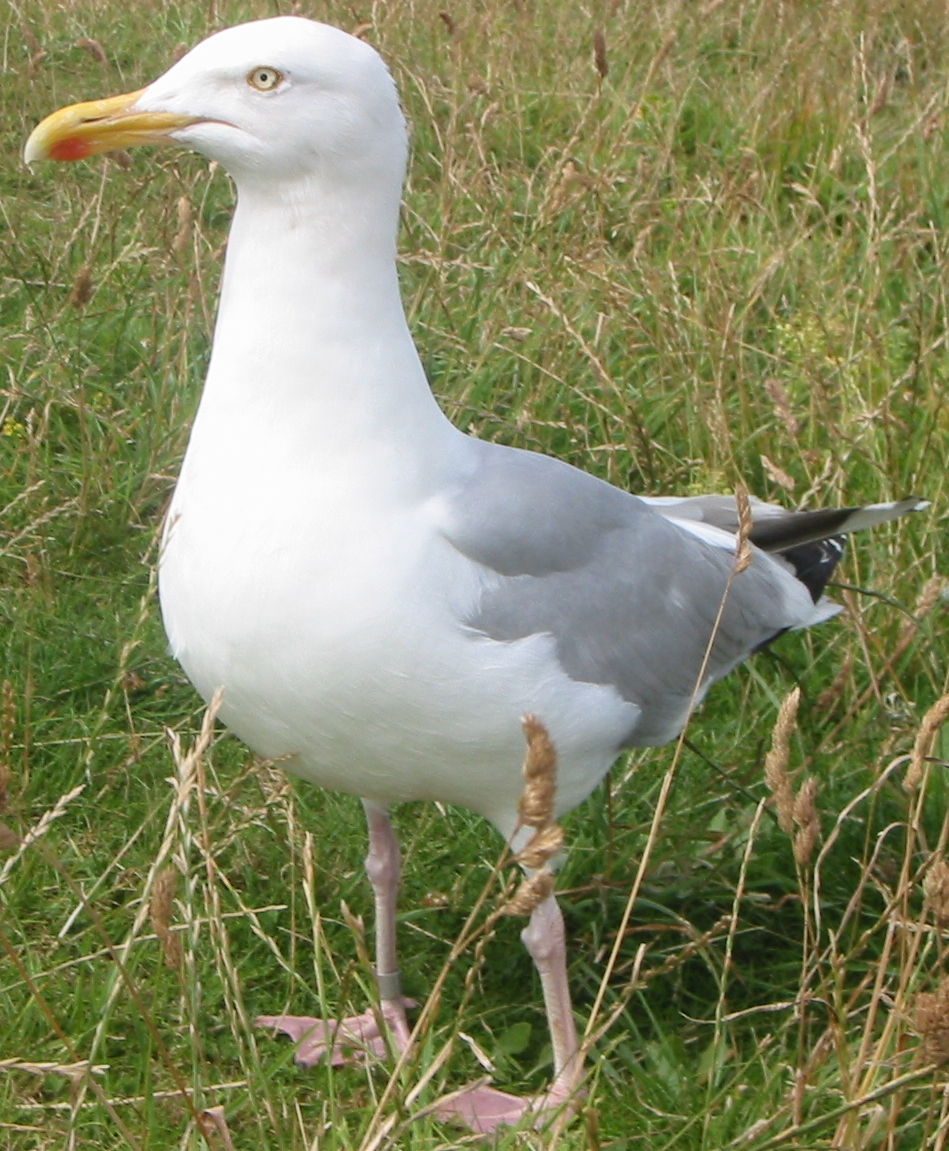
Ezüstsirály (Larus argentatus)
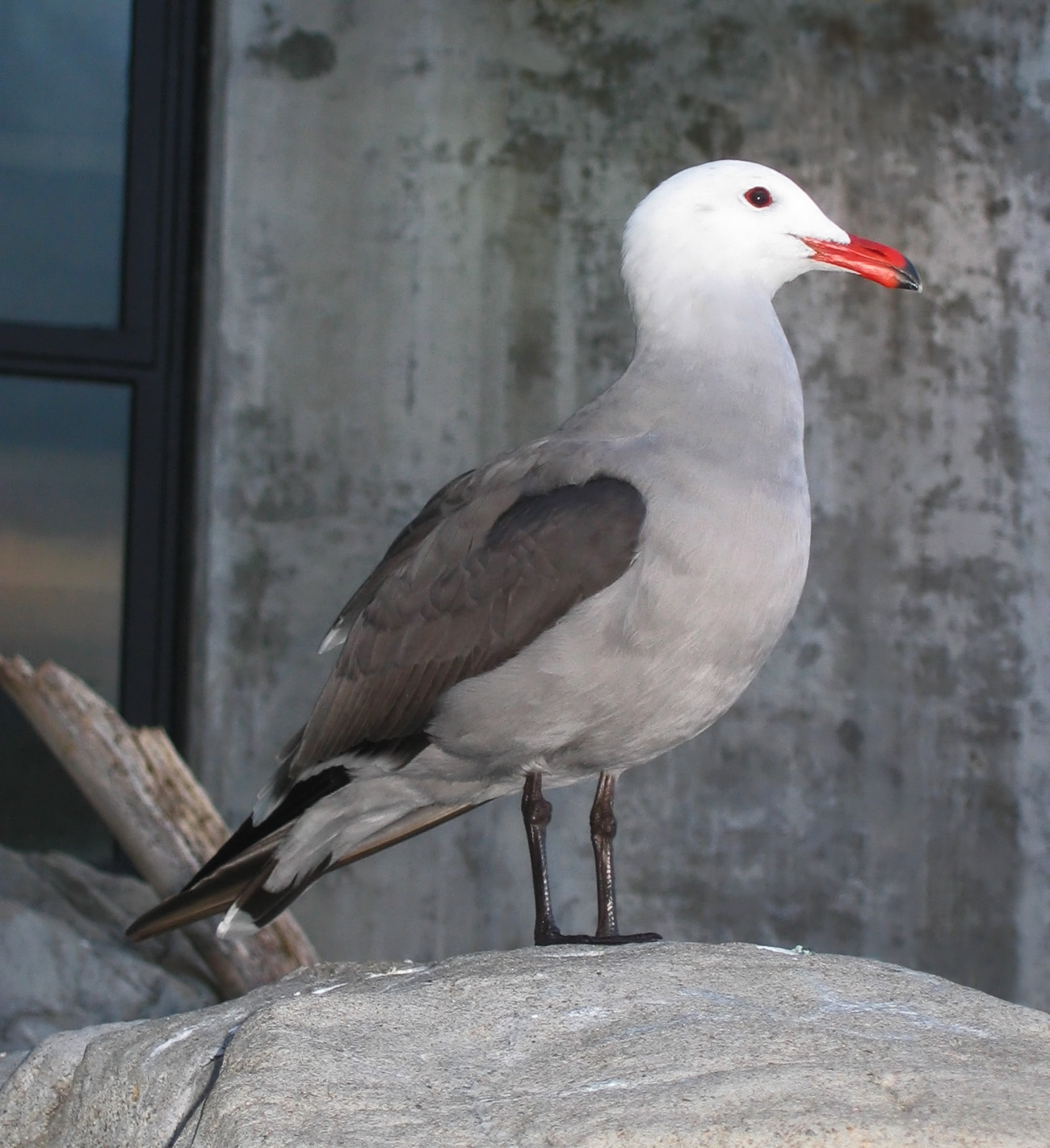
Heermann-sirály (Larus heermanni)
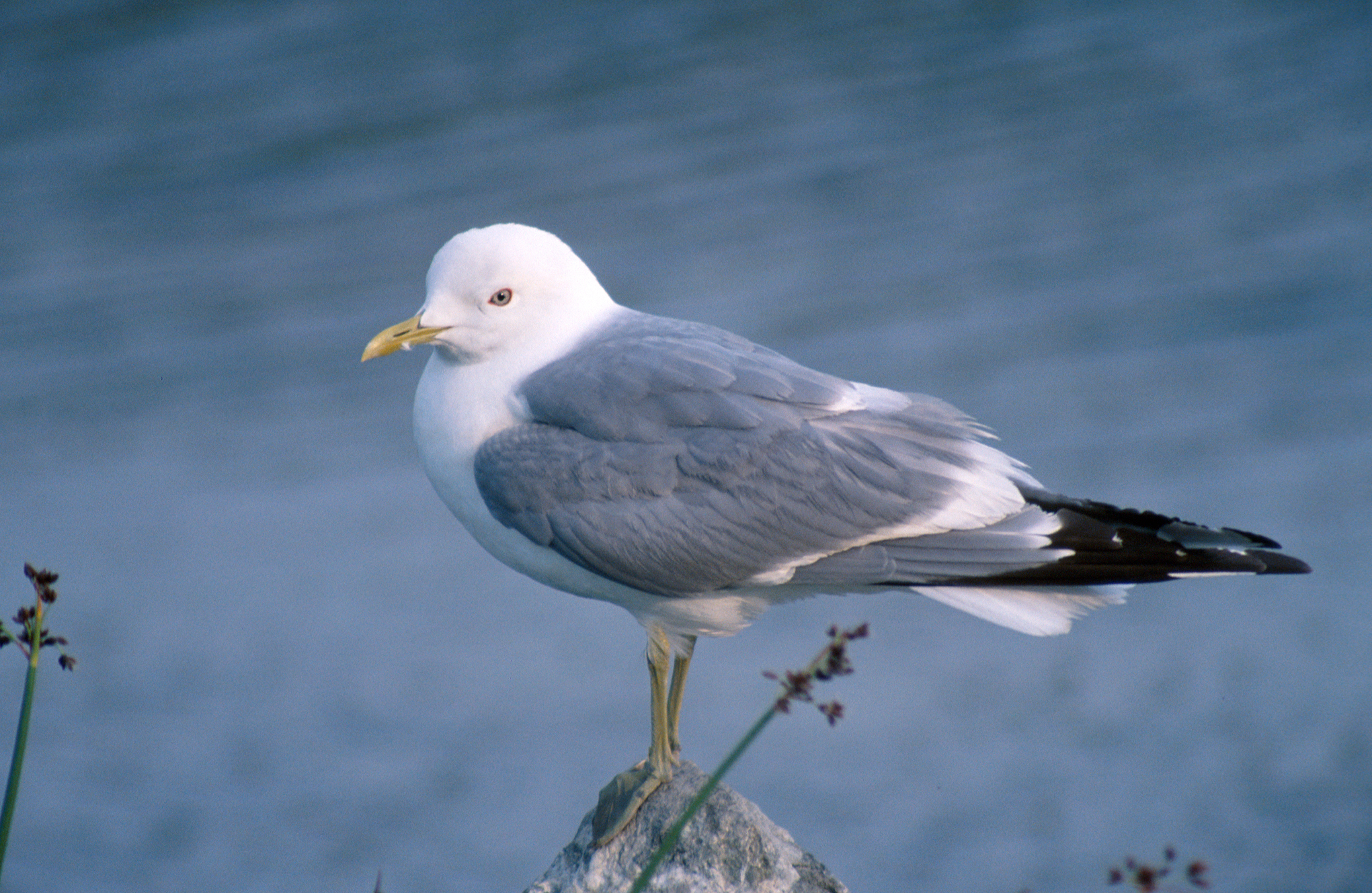
Viharsirály (Larus canus)
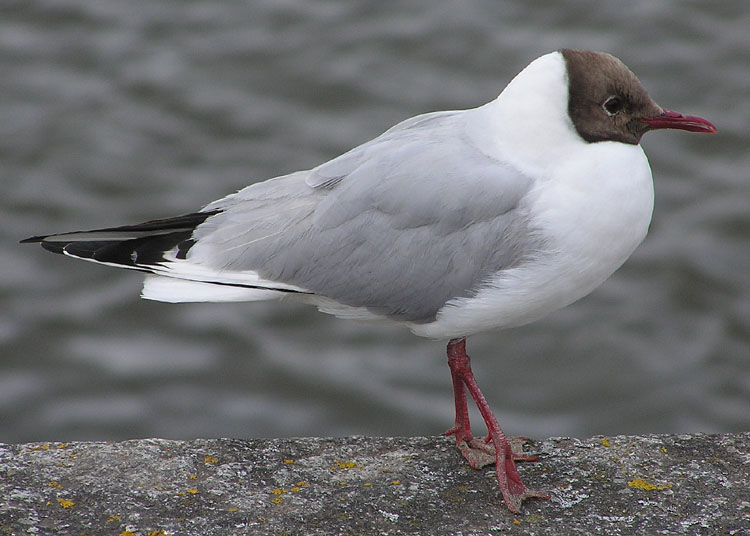
Dankasirály (Larus ridibundus)
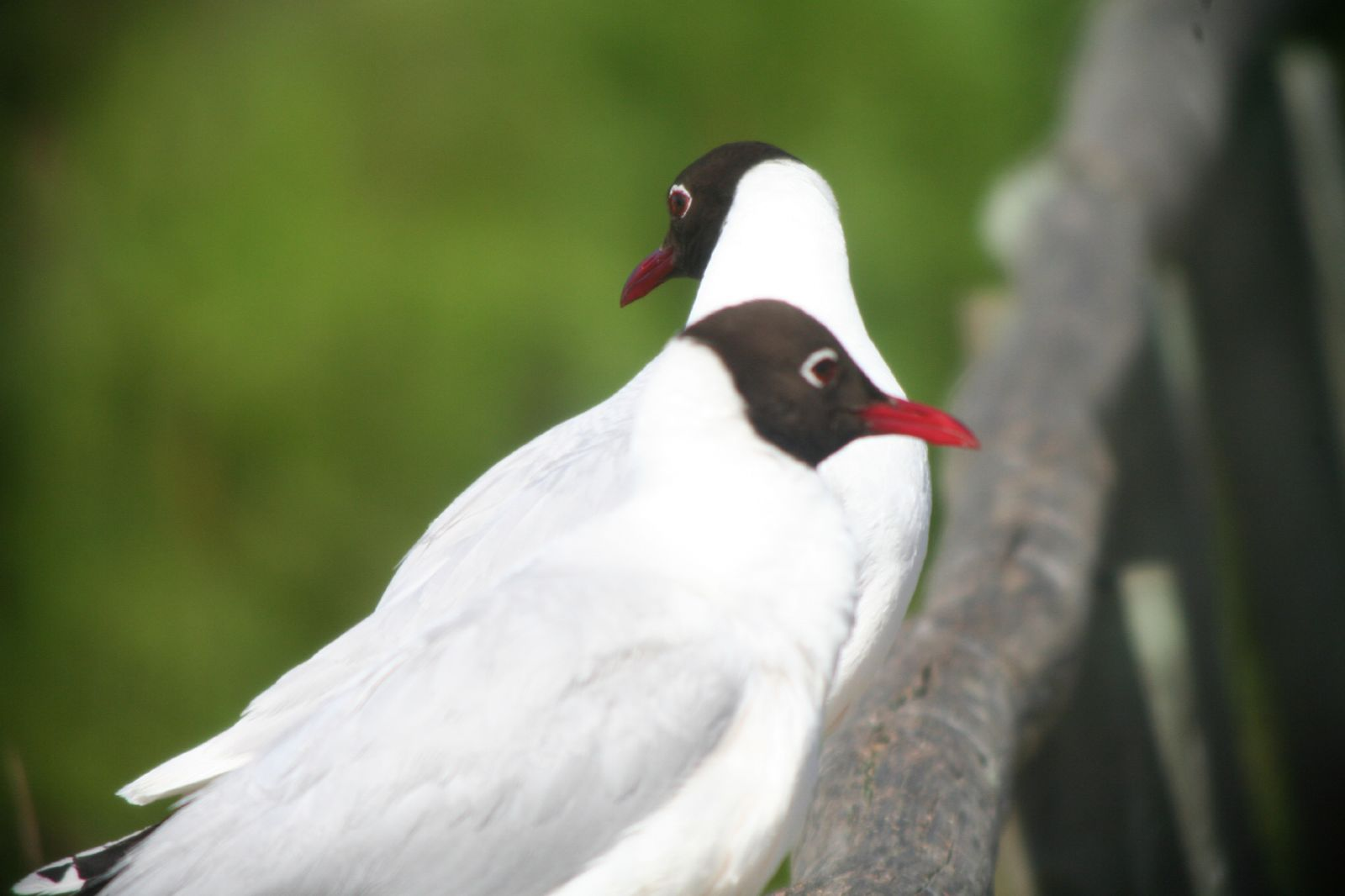
Barnafejű sirály (Larus brunnicephalus)
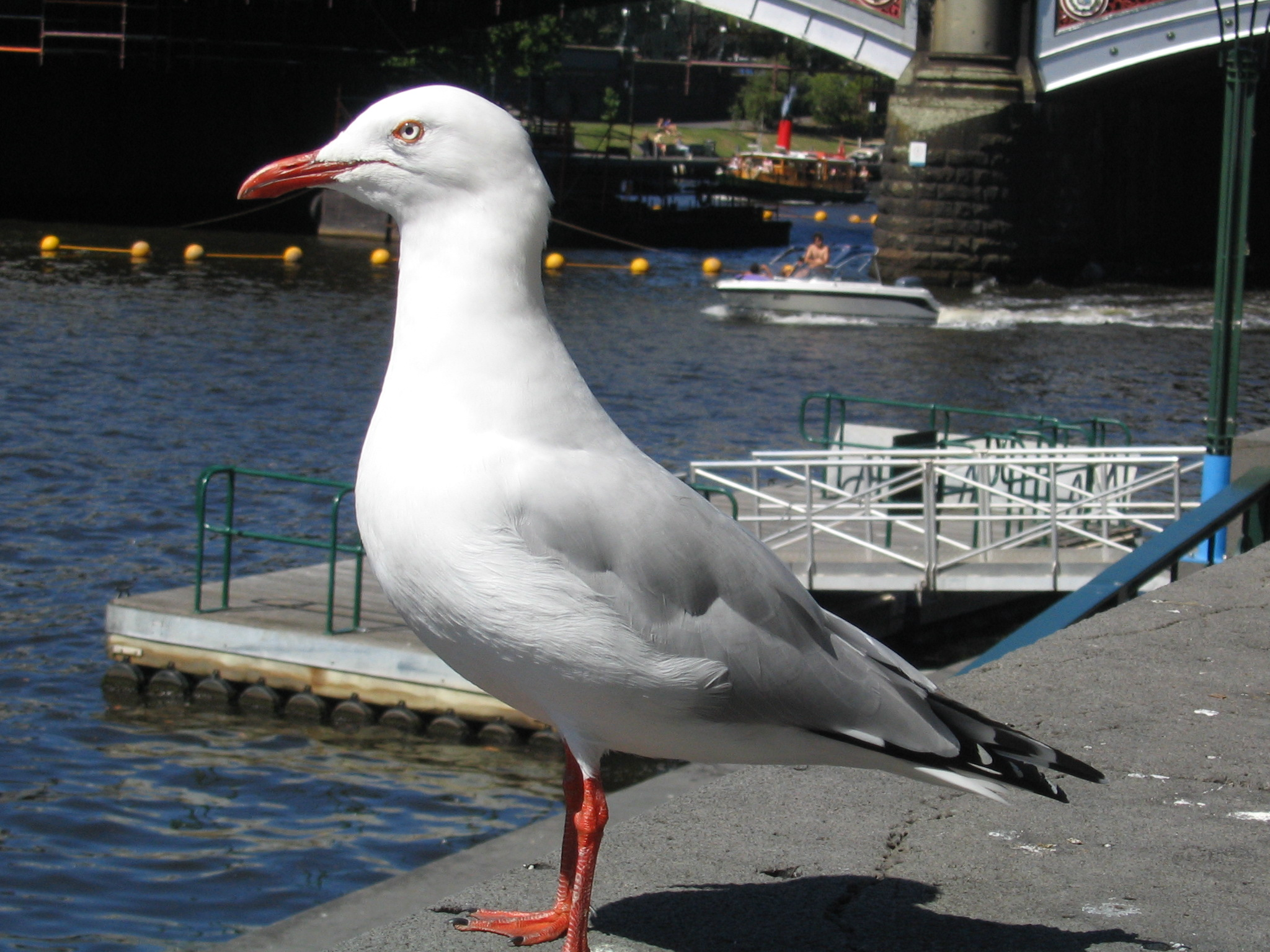
Ausztrál sirály (Larus novaehollandiae)